# 藤島桓夫
藤島 桓夫（ふじしま たけお、1927年10月6日 - 1994年2月1日）は、日本の演歌歌手。本名：坂本 義明。愛称はオブさん。藤島恒夫と表記されることがあるが誤り。鼻から頭の先に抜けるような独特の高音と渋みのある低音を織り交ぜた歌唱、粋なマドロス姿や着流し姿で多くのファンに愛された。

## 経歴
大阪府大阪市西成区出身。大鉄高校卒業後、大阪府内の電話局勤務を経て、1950年に「あゝ東京へ汽車は行く」でタイヘイレコードからデビュー。1954年、「初めて来た港」がヒット。以後、「かえりの港」「さよなら港」などの港シリーズで一世を風靡。
1956年、「かえりの港」で『NHK紅白歌合戦』に初出場。『紅白歌合戦』には7回連続出場している（詳細は下記参照）。
1957年には「お月さん今晩は」がヒットし、マドロス（船乗り）物以外でもヒットが出ることを証明。1960年、設立当時の東芝レコードに引き抜かれる形で移籍した。同年、「月の法善寺横町」が大ヒット。この曲は藤島の最大のヒットとなった。ちなみに実際の地名は「法善寺横丁」だが曲名は「法善寺横町」となっている。その後も長く活躍を続け、1980年にはデビュー30周年記念全国縦断公演を行った。1992年、第34回日本レコード大賞功労賞を受賞。
1994年1月10日に倒れ、2月1日、高血圧性脳出血のため死去。66歳没。同年、勲四等瑞宝章追贈。

## 代表曲
- 「破れソフトのギター流し」（作詞：松村又一　作曲：星幸男〈遠藤実〉） 1952年
  - 初版レコードには「作曲：清水網雄」と記載されている。その事情については遠藤実#人物を参照。
- 「たった一言なぜ云えぬ」（作詞・作曲：小池青磁） 1954年
- 「初めて来た港」（作詞・作曲：豊田一雄） 1954年
- 「かえりの港」（作詞・作曲：豊田一雄） 1955年
- 「さよなら港」（作詞・作曲：豊田一雄） 1956年
- 「流し舟唄」（作詞・作曲：豊田一雄） 1956年
- 「また来た港」（作詞・作曲：豊田一雄） 1957年
- 「村の駐在所」（作詞：松井由利夫　作曲：原六朗） 1957年
- 「お月さん今晩は」（作詞：松村又一　作曲：遠藤実） 1957年
- 「アンコなぜ泣く」（作詞：松村又一　作曲：遠藤実） 1957年
- 「凧々あがれ」（作詞：松村又一　作曲：遠藤実） 1958年
- 「月の法善寺横町」（作詞：十二村哲　作曲：飯田景応） 1960年
- 「嫁ぐ娘に」（作詞・佐藤信/加藤登紀子　作曲：加藤登紀子）
  - 「夢見野通り夢番地」（作詞：佐藤信　作曲：加藤登紀子） 1984年
- 「帰ってきたぜ」b/w「野菊ちゃん」（作詞：杉紀彦　作曲：岸本健介） 1985年
- 「思い川」（作詞・星野哲郎　作曲：船村徹　編曲：蔦将包）
  - 「銭の花」（作詞：木下龍太郎　作曲：船村徹　編曲：蔦将包） 1990年
- 「大阪みれん」c/w「男の舞台」（作詞：高橋直人　作曲：花笠薫　ラストシングル） 1992年

## NHK紅白歌合戦出場歴
| 1956年（昭和31年）/第7回 | かえりの港     | 初代コロムビア・ローズ |
| 1957年（昭和32年）/第8回 | お月さん今晩は | 初代コロムビア・ローズ |
| 1958年（昭和33年）/第9回 | 凧タコあがれ   | 初代コロムビア・ローズ |
| 1959年（昭和34年）/第10回 | 村の駐在所     | 初代コロムビア・ローズ |
| 1960年（昭和35年）/第11回 | 月の法善寺横町 | 宮城まり子             |
| 1961年（昭和36年）/第12回 | 波止場気質     | 藤本二三代             |
| 1962年（昭和37年）/第13回 | マドロス慕情   | 五月みどり             |
| - 第7回と第8回、第9回、第10回は、ラジオ中継による音声が現存する。 - 第10回は2009年4月29日放送のNHK-FM『今日は一日“戦後歌謡”三昧』の中で、藤島の歌を含め全編が再放送された（音声はモノラル）。 |                |                        |